# 아카쓰카촌 (니가타현)
아카쓰카촌(赤塚村)은 니가타현 니시칸바라군에 있던 촌이다. 1960년 1월 20일 니가타시에 편입합병에 의해 소멸되어 현재의 니가타시 니시칸구에 해당한다.
아래의 서술은 합병 직전 당시의 구 아카쓰카촌에 관한 서술이며, 현재는 명칭 등이 다를 수 있다. 또한, 여기에 기술되지 않은 내용에 대해서는 니가타시 등의 기사를 참조해 주십시오.

## 역사
- 1901년 11월 1일 - 니시칸바라군 아카쓰카촌이 성립하였다.
- 1961년 6월 1일 - 니가타시에 편입해 소멸하였다.

## 참고문헌
- 『角川日本地名大辞典 編纂委員会『角川日本地名大辞典 15 新潟県』(株)角川書店、1989年10月8日。ISBN 4-04-001150-3。